# Mombasa
Mombasa – drugie co do wielkości miasto w Kenii. Położone w południowo-wschodniej części kraju, na wybrzeżu Oceanu Indyjskiego; jest centrum turystycznym. W Mombasie znajduje się największy port Kenii – Kilindini, obsługujący także sąsiednie państwa bez dostępu do morza, a w pobliżu znajduje się ważny port lotniczy Mombasa-Moi. Liczba mieszkańców w 2019 roku przekroczyła 1,2 mln. 
Mombasa leży w większości na koralowej wyspie w estuarium rzek, oddzielonej od północy od stałego lądu przez Port Tudor i strumień Tudora (Tudor Creek), a od południa przez Kilindini i Port Reitz.

## Gospodarka
W mieście rozwinął się przemysł spożywczy, włókienniczy, obuwniczy, chemiczny, tytoniowy, cementowy, drzewny, papierniczy, szklarski oraz metalowy.

## Historia
Miasto zostało założone w XI wieku przez arabskich handlarzy i szybko stało się znaczącym ośrodkiem handlowym wschodniej Afryki. Najczęściej handlowano kością słoniową i niewolnikami. Pierwszym Europejczykiem który dotarł do Mombasy był Vasco da Gama w 1498. Dwa lata później miasto zostało splądrowane przez Portugalczyków. Zaatakowali oni miasto ponownie w 1505 roku i je spalili. Następny atak, pod wodzą Nuno da Cunha, z tym samym skutkiem, miał miejsce w 1528 roku. W końcu XVI w. założyli tam twierdzę Fort Jesus. W 1698 miasto dostało się we władanie Sułtanatu Omanu, a w 1840 Zanzibaru. Sułtan Zanzibaru przekazał Mombasę Brytyjczykom w 1895. Wkrótce miasto stało się stolicą protektoratu Brytyjskiej Afryki Wschodniej (do 1907), a Brytyjczycy zbudowali linię kolejową łączącą Mombasę z Nairobi i Kampalą. 8 maja 1955 Mombasa została stolicą biskupstwa katolickiego. W ramach Zanzibaru Mombasa pozostawała do 1963, kiedy weszła w skład niepodległej Kenii.
W listopadzie 2002 przed nadmorskim hotelem w Mombasie wybuchła umieszczona w samochodzie bomba-pułapka, zabijając 3 Izraelczyków i 10 Kenijczyków. Próbowano także zestrzelić samolot przewożący izraelskich turystów z pobliskiego portu lotniczego Moi, a o dokonanie tego ataku podejrzewa się Al-Ka’idę.

## Polonica
- Na murach Fort Jesus w Mombasie znajduje się tablica upamiętniająca 20 tys. Polaków (w większości dzieci) przebywających, po pobycie na zesłaniu na Syberii, w 22 brytyjskich osiedlach w Afryce Wschodniej i Południowej (m.in. w Tengeru w Tanzanii, Koja nad Jeziorem Wiktorii oraz Nyabyeya koło Masindi w Ugandzie) od jesieni 1942 do 1950
- Wiele hoteli zbudowanych nad brzegiem morza wokół Mombasy zaprojektował polski architekt Zbigniew Trzebiński (1933-2005)

## Miasta partnerskie
- : Honolulu, Long Beach, Seattle
- : Durban
- : Bergen
- : Lianyungang, Fuzhou